# Ponoka
Ponoka (offiziell Town of Ponoka) ist eine Gemeinde im südlichen Zentrum von Alberta, Kanada, welche seit 1904 den Status einer Kleinstadt (englisch Town) hat. Sie liegt etwa 105 Kilometer südlich von Edmonton bzw. 55 Kilometer nördlich von Red Deer in der Region Zentral-Alberta, am Rande des Palliser-Dreiecks, am Ufer des Battle Rivers. Der Name der Gemeinde geht zurück auf das Wort für Wapitis in der Sprache der Blackfoot.
In der Kleinstadt befindet sich der Verwaltungssitz des Verwaltungsbezirkes („Municipal District“) Ponoka County.
Die heutige Gemeinde entstand um 1891 als hier die Eisenbahnstrecke der Canadian Pacific Railway einen kleinen Haltepunkt einrichtete. Um diesen Haltepunkt ließen sich im Laufe der Zeit Siedler nieder und im Jahr 1900 erhielt diese Siedlung dann den offiziellen Status eines Dorfes (englisch Village) sowie bereits 1904 den einer Kleinstadt. Südlich der heutigen Stadtgrenzen wurde ab 1908 ein Psychiatrisches Krankenhaus errichtet. Ein aus dieser Zeit noch erhaltenes Gebäude, das „Alberta Hospital Building No. 1“, gilt heute als von historischen Wert.

## Demographie
Der Zensus im Jahr 2016 ergab für die Gemeinde eine Bevölkerungszahl von 7229 Einwohnern, nachdem der Zensus im Jahr 2011 für die Gemeinde noch eine Bevölkerungszahl von 6773 Einwohnern ergab. Die Bevölkerung hat dabei im Vergleich zum letzten Zensus im Jahr 2011 etwas schwächer als die Entwicklung in der Provinz um 6,7 % zugenommen, bei einer Bevölkerungszunahme von 11,6 % im Provinzdurchschnitt. Im Zensuszeitraum 2006 bis 2011 hatte die Einwohnerzahl in der Gemeinde deutlich schwächer als im Provinzdurchschnitt um nur 3,4 % zugenommen, während sie im Provinzdurchschnitt um 10,8 % zunahm.

## Verkehr
Ponoka ist für den Straßenverkehr über den in Nord-Süd-Richtung verlaufenden Alberta Highway 2A, sowie den in Ost-West-Richtung querenden Alberta Highway 53, erschlossen. Westlich der Gemeinde verlaufen außerdem der Alberta Highway 2. Ebenfalls verläuft immer noch eine Eisenbahnstrecke durch die Kleinstadt. Ein kleiner Flughafen, der „Ponoka Industrial (Labrie Field) Airport“ (IATA-Code: -, ICAO-Code: -, Transport Canada Identifier: CEH3), mit nur einer asphaltierten Start- und Landebahn von 942 Metern Länge, liegt südlich der Stadtgrenze.

## Persönlichkeiten
- Greg Smith (* 1955), Eishockeyspieler
- Harry York (* 1974), Eishockeyspieler